# Schlacht bei Narva
1. Phase: Schwedische Dominanz (1700–1709)
Dänischer Kriegsschauplatz (1700)
Humlebæk • Tönning I 
Livländ./ Estnischer Kriegsschauplatz (1700–1708)
Riga I • Jungfernhof • Varja • Pühhajoggi • Narva • Petschora • Düna • Rauge • Erastfer • Hummelshof • Embach • Tartu • Narva II • Wesenberg I • Wesenberg II
Ingermanländ./ Finnischer Kriegsschauplatz (ab 1701)
Archangelsk • Ladogasee • Nöteborg • Nyenschanz • Newa • Systerbäck • Petersburg • Wyborg I • Porvoo • Newa II • Koporje II • Kolkanpää
Litauisch-weißrussischer Kriegsschauplatz (1702–1706)
Vilnius • Saladen • Jakobstadt • Gemauerthof • Mitau • Grodno I • Olkieniki • Njaswisch • Klezk • Ljachawitschy
Polnischer Kriegsschauplatz (1702–1706)
Klissow • Pułtusk • Thorn • Lemberg • Warschau • Posen • Punitz • Tillendorf • Rakowitz • Praga • Fraustadt • Kalisch 
Russischer Kriegsschauplatz (1708–1709)
Grodno II • Golowtschin • Moljatitschi • Rajowka • Lesnaja • Desna • Baturyn • Koniecpol • Weprik • Opischnja • Krasnokutsk • Sokolki • Poltawa I • Poltawa II
2. Phase: Schweden in der Defensive (1710–1721)
Baltischer und Finnischer Kriegsschauplatz (bis 1714)
Riga II • Wyborg II • Pernau • Kexholm • Reval • Hogland • Pälkäne • Storkyro • Nyslott • Hanko 
Schwed./Norwegischer Kriegsschauplatz (1710–1721)
Helsingborg • Køge-Bucht • Bottnischer Meerbusen • Frederikshald I • Dynekilen-Fjord • Göteborg I • Strömstad • Trondheim • Frederikshald II • Marstrand • Ösel • Göteborg II • Södra Stäket • Grönham • Sundsvall
Norddeutscher Kriegsschauplatz (1711–1716)
Elbing • Wismar I • Lübow • Stralsund I • Greifswalder Bodden I • Stade • Rügen • Gadebusch • Altona • Tönning II • Stettin • Fehmarn • Wismar II • Stralsund II • Jasmund • Peenemünde • Greifswalder Bodden II • Stresow 
Die Schlacht von Narva im Großen Nordischen Krieg wurde am 19.jul./ 20.schwed./ 30. November 1700greg. zwischen den Truppen des schwedischen Königs Karl XII. und der russischen Armee unter Kommando von Charles de Croÿ ausgetragen und endete mit einem Sieg der zahlenmäßig weit unterlegenen Schweden, wodurch die Belagerung Narvas aufgehoben wurde.

## Vorgeschichte

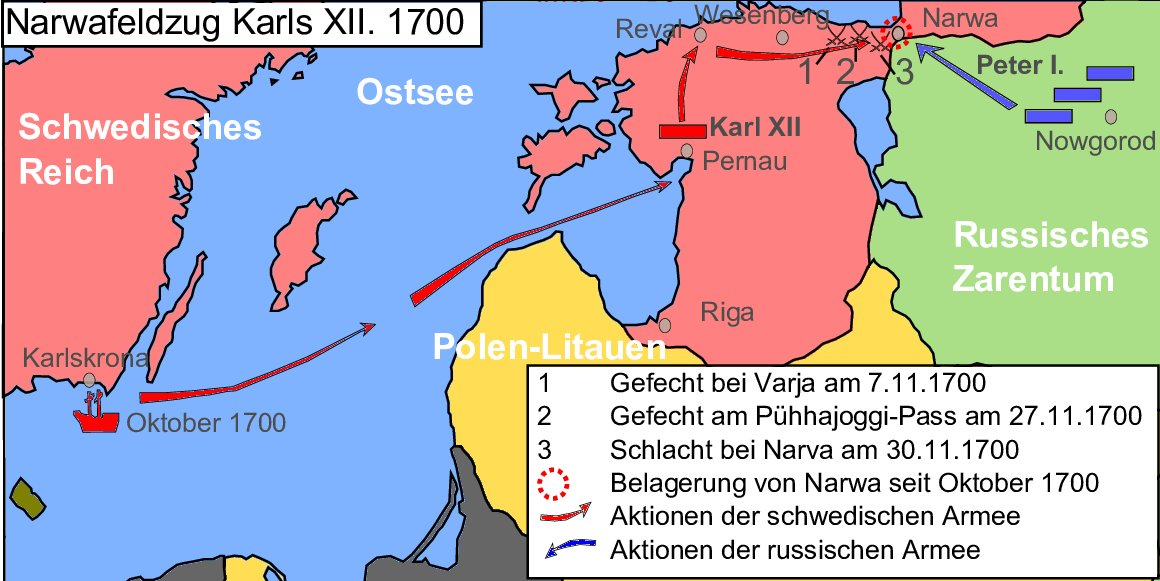
Narwafeldzug Karls XII.

Peter der Große wollte Russland wirtschaftlich und technologisch den westeuropäischen Mächten gleichrangig machen. Er erkannte, dass der fehlende Zugang zur Ostsee seit dem 1617 geschlossenen Frieden von Stolbowo mit Schweden den russischen Handel einschränkte, weshalb er sich 1699 durch den Vertrag von Preobraschenskoje zusammen mit Sachsen-Polen und Dänemark-Norwegen zur Nordischen Liga zusammenschloss.
Mit dem Einfall sächsisch-polnischer Truppen in Livland begann im Februar 1700 der Große Nordische Krieg. Karl XII., ein begabter Feldherr, ging sofort in die Offensive. Er zwang Dänemark mit der Unterstützung Englands und der Niederlande am 18. August den Frieden von Traventhal auf und wandte sich dann nach Osten.
Zar Peter hatte in den letzten Monaten vor der Kriegserklärung in der Gegend um Nowgorod und Pskow ein Heer von 60.000 Mann zusammengezogen. Gleich nach erfolgter Kriegserklärung am 19. August 1700 rückten das versammelte Heer und andere Truppenabteilungen in Estland und Ingermanland ein. Am 19. September erreichte die Vorhut das stark befestigte Narva. Am 4. Oktober begann das Gros der russischen Armee einen Wall zu errichten und fing mit der Belagerung an. Die Stärke der russischen Truppen lag zwischen 30.000 und 35.000 Soldaten. Andere Quellen sprechen von 40.000 Mann. Vom 4. bis zum 14. November beschossen die Russen mit ihrer Artillerie unter dem Befehlshaber Alexander Imeretinski erfolglos die Festung. Dann ging ihnen die Munition aus, die Kanonen schwiegen und sie mussten auf Nachschub warten.
In der Zwischenzeit trafen gleich zwei Nachrichten in Narva ein, welche für die Russen beunruhigend waren:
August der Starke hatte Livland verlassen und war mit seinem Heer in die Winterquartiere nach Kurland gezogen, und eine schwedische Armee, die in Pernau gelandet war, befand sich bereits auf dem Weg nach Narva.

## Verlauf

### Die Beteiligten

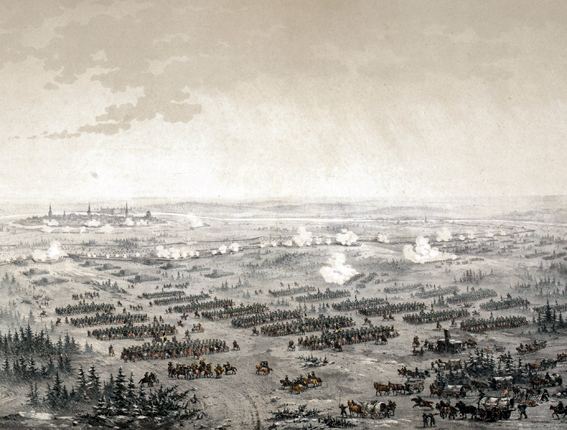
Schlacht bei Narva

Karl XII. befehligte ein Heer mit einer Gesamtstärke von 10.537 Mann. Am 13. November begann der Marsch vom befestigten Reval nach Narva. Dabei mussten die Schweden das von russischen Streifscharen verwüstete Wierland durchqueren. Der kalte Novemberregen durchnässte die Soldaten bis auf die Haut und sie litten an Hunger. Nachts ging der Regen in Schnee über, der Boden begann zu frieren, und die Soldaten mussten, wie auch der König, auf dem matschigen Boden schlafen.  30 km vor Narva kam es am Pyhäjöggi-Fluss zu einem kleinen Scharmützel zwischen den schwedischen Vorausabteilungen unter Karl XII., gemeinsam mit Generalmajor Georg Johann Maydell, aus nur 800 Mann und 5.000 russischen Soldaten unter General Scheremetew. Am 19. November erreichten die durchnässten und schlammverschmierten Schweden Narva.
Noch vor der Ankunft der Schweden, in der Nacht vom 17. auf den 18. November, nachdem Scheremetew mit der Nachricht vom Gefecht an der Pyhäjöggi-Schlucht eingetroffen war, verließ Peter überstürzt, um nicht zu sagen fluchtartig, das Schlachtfeld. Vermutlich tat er dies aber auch, weil es in Russland zu Unruhen gekommen war, die der Zar zu bändigen plante. Das Oberkommando über die russischen Truppen übergab er in aller Eile dem Herzog Charles Eugène de Croÿ, einem Adeligen aus den Niederlanden in russischen Diensten. Diese Entscheidung sollte sich allerdings als folgenschwer erweisen: Croÿ sprach nämlich kein Russisch, kannte die ihm unterstehenden russischen Offiziere nicht und hatte deshalb Schwierigkeiten, Befehle zu erteilen. Dazu kam, dass er mit der Aufstellung der russischen Truppen nicht einverstanden war.

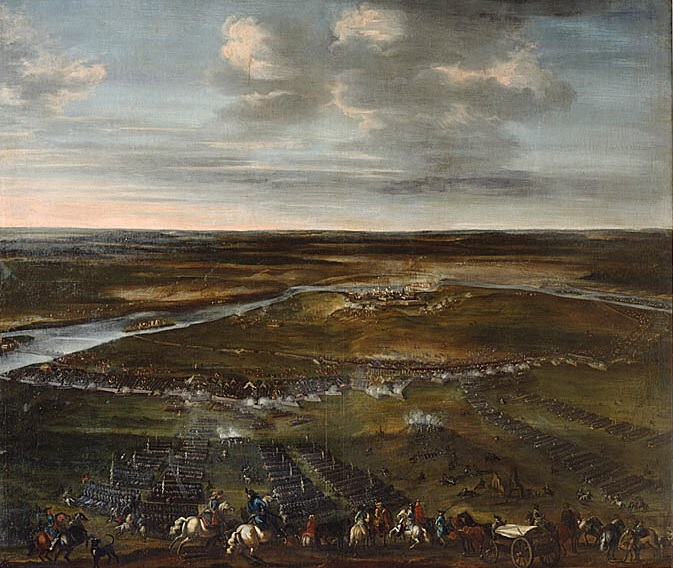
Schlachtengemälde von Narva

General Awtomon Golowin befehligte den nördlichen Flügel am Fluss Narva, über den auch eine Brücke nördlich der gleichnamigen Stadt führte. Sein Schwager Iwan Jurjewitsch Trubezkoi, seit 1699 Gouverneur von Nowgorod, kommandierte die zentral gelegenen Truppen, während der Infanteriegeneral Adam Adamowitsch Wejde und General Boris Petrowitsch Scheremetew mit seinen Kosaken den Süden absicherten.
Außerdem hatten die russischen Soldaten in wochenlanger Arbeit einen kilometerlangen doppelten Wall errichtet. Diese Befestigungen waren nach Osten hin gegen die belagerte Garnison in Narva und nach Westen hin gegen eine eventuelle Entsatzarmee mit Gräben und spitzen Holzpfählen ausgestattet. Dazwischen standen quer zum Wall die Zelte der russischen Truppen.
Als erfahrener Soldat und Truppenführer erkannte Croÿ, dass die russischen Verteidigungslinien über eine Länge von 7 km zu weit auseinandergezogen waren. Die Kräfte waren daher zu stark zersplittert und die Gräben zu dünn besetzt. Er erkannte, dass ein konzentrierter schwedischer Angriff auf einen einzigen Punkt der russischen Verschanzung zum Durchbruch durch die Linien führen musste. Den Belagerungsring nach Osten, nach Narva hin, musste er ebenfalls verteidigen, um einen möglichen Ausbruchsversuch der Garnison zu verhindern.
Für eine Umstrukturierung der russischen Streitkräfte war es aber inzwischen zu spät; denn die Schweden hatten das Schlachtfeld bereits erreicht.

### Die Schlacht

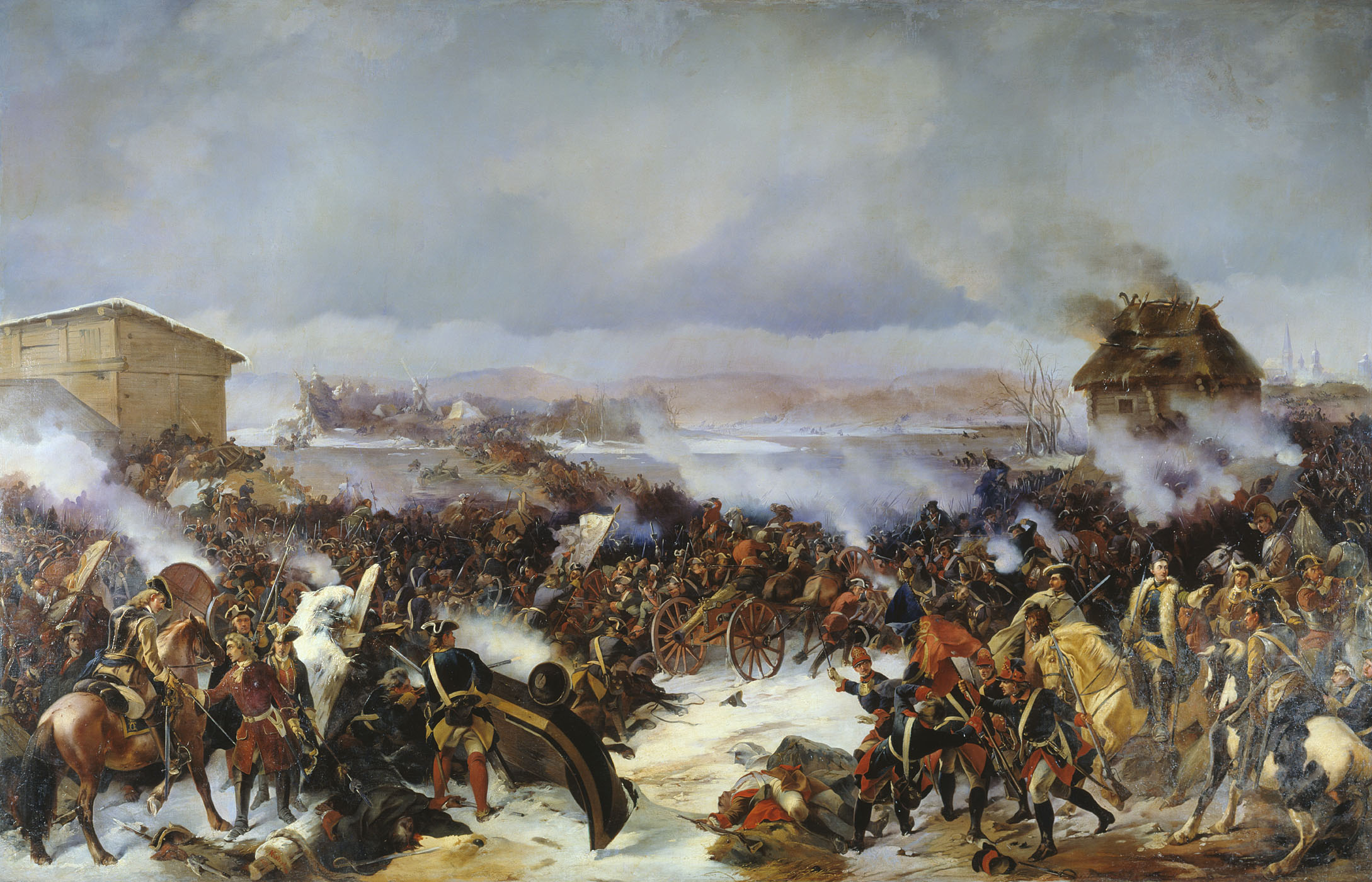
Alexander von Kotzebue: Schlacht bei Narva

Im Morgengrauen brachen die schwedischen Truppen ihr Nachtlager ab und erreichten gegen 10 Uhr das Schlachtfeld. Karl XII. und General Rehnskiöld erkannten sofort die zu geringe Mannschaftsstärke in der russischen Aufstellung. Sie beschlossen, dass Generalmajor Georg Johan Maidel einen konzentrierten Angriff auf die überdehnten Verteidigungslinien durchführen sollte, um sie an einem Punkt zu durchbrechen. Dann sollte sich das schwedische Heer nach Norden unter General Rehnskiöld und nach Süden unter Generalmajor Otto Vellingk aufteilen und so die russischen Linien von innen her aufrollen.
Gegen zwei Uhr am Nachmittag begann der schwedische Sturmangriff: Rund 10.500 Schweden begannen mit 334 Geschützen den Angriff auf mindestens 35.000 gut verschanzte, aber weit auseinander aufgestellte Russen und 180 größtenteils einsatzunfähige Geschütze.
Bereits am Morgen des Tages hatte ein Schneesturm gewütet, der beiden Seiten einen frühzeitigen Angriff unmöglich machte. Mittags aber änderte sich das Wetter und der Schneesturm blies den Russen ins Gesicht, wodurch er den Schweden Rückenwind gab und einen Angriff erst ermöglichte. Die schwedischen Salven fügten den russischen Truppen schwere Verluste zu, während die Letzteren wegen des Gegenwindes und des Mangels an Munition zu kurz kamen. Nach einer Viertelstunde herrschte in der russischen Stellung bereits große Unordnung. Die geordnet vorgehenden Schweden trieben die unerfahrenen russischen Soldaten vor sich her und schließlich in zwei Richtungen nach Norden und Süden auseinander. Die russischen Infanteristen versuchten in Panik über die nördlich gelegene Narva-Brücke nach Osten zu entkommen. Allerdings überquerten zu viele Soldaten die Brücke auf einmal, worauf diese unter deren enormem Gewicht einstürzte. Viele Soldaten ertranken dadurch, auch als sie versuchten, über den eisigen Fluss zu kommen. Scheremetews Kosaken wandten ihre Pferde in Richtung Süden zur Flucht und versuchten sich ebenfalls über den Fluss zurückzuziehen. Rund 1000 Männer ertranken mit ihren Pferden in dem winterlich kalten Flusswasser. Am Abend kapitulierten die letzten russischen Stellungen.

### Das Ende der Schlacht

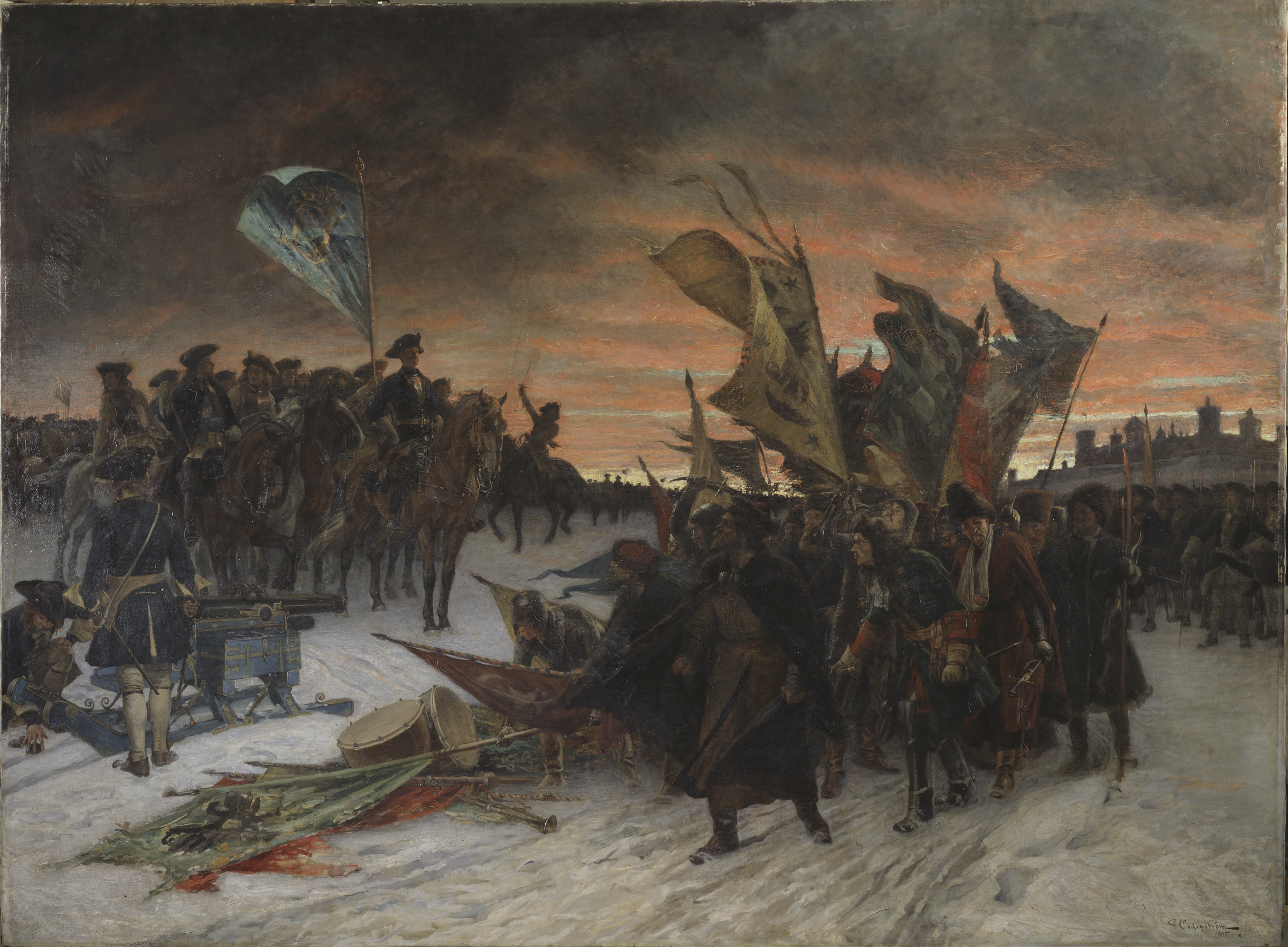
Gustaf Cederström (1912): Der Sieg von Narva

In der Schlacht fielen auf schwedischer Seite 31 Offiziere und 700 bis 900 Soldaten, 1200 weitere wurden verwundet.
In schwedische Gefangenschaft gerieten zehn russische Generäle, darunter Oberbefehlshaber Charles Eugène de Croÿ, der Nowgoroder Gouverneur Iwan Jurjewitsch Trubezkoi, der Infanteriegeneral Adam Adamowitsch Weide und der aus dem Königreich Imeretien stammende Artilleriegeneral Alexander Imeretinski (ein Jugendfreund des Zaren), ebenso 10 Obristen und 130 weitere hohe Offiziere. Der Leibarzt des Zaren und ein Günstling gehörten ebenfalls dazu. Die Schweden erbeuteten darüber hinaus 230 Standarten des russischen Heeres, die gesamte russische Artillerie mit 180 Geschützen und große Mengen Munition, über 20.000 Musketen und die Kriegskasse des Zaren mit 32.000 Goldrubeln.

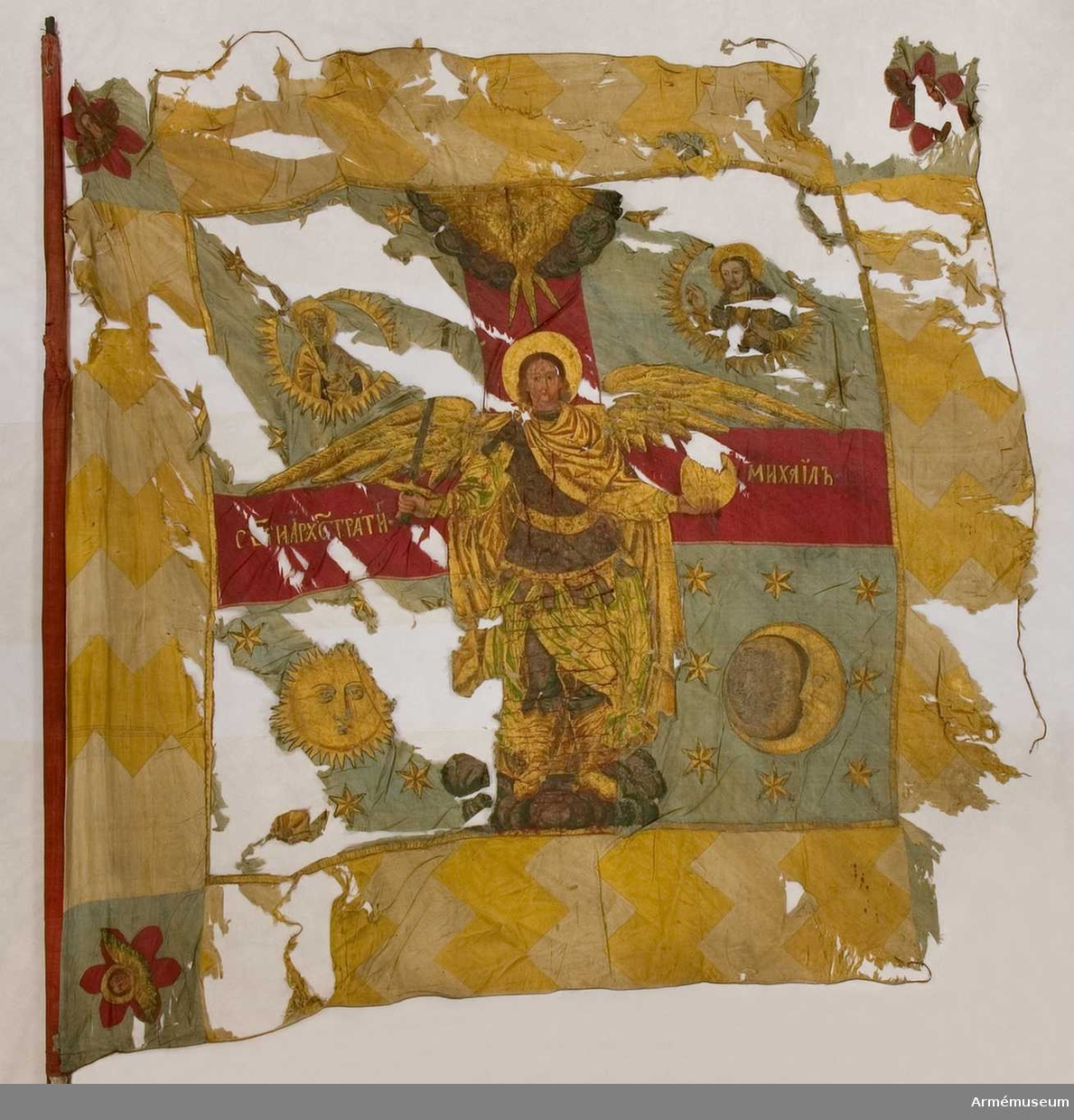
Russische Fahne, erobert in der Schlacht bei Narva.

Die russischen Verluste können nur geschätzt werden. Nach den neuesten Forschungen belaufen sie sich auf 6.000 bis 10.000 Tote und Verwundete und 20.000 Gefangene. Die übrigen Soldaten zogen sich undiszipliniert und führungslos nach Nowgorod zurück, wo allerdings nur ein Teil ankam, denn die anderen desertierten, erfroren oder verhungerten auf dem Weg dorthin. Ende 1700 bestand die gesamte russische Armee nur noch aus 34.000 Soldaten und dazu noch ohne Geschütze, ohne Munition, zum Teil ohne Gewehre und obendrein ohne jegliche Disziplin oder Moral.
Nach dem Rückzug der verbliebenen russischen Streitkräfte mussten die schwedische Entsatzarmee und ihr König aufgrund Kräftemangels sogleich ihre Winterquartiere beziehen.

## Fazit
Die schwere taktische Niederlage der Russen bei Narva beinhaltete zugleich den Samen des späteren Erfolgs. Peter I. lernte aus seinem Misserfolg. Er forcierte die Schwerindustrie zur Herstellung des damals modernsten Kriegsgerätes. Um die bei Narva verlorengegangenen Artillerien schnell wieder ersetzen zu können, ließ Peter I. Kirchenglocken einschmelzen und aus der Bronze neue Kanonen herstellen. Dadurch verfügte die russische Armee im Frühjahr 1701 wieder über 243 Kanonen, 13 Haubitzen und 12 Mörser. Zusätzliche Hilfe leistete auch die Familie Demidow aus Tula, die seit 1690 die Eisenerze in Sibirien verhüttete. 1702 bot Peter dem Industriellen Nikita Demidow die Eisenhütte in Newjansk an. Dabei war die Lage der Fabriken günstig, denn so gelangten über die Tschussowaja die mit Eisen und Waffen beladenen Kähne bis ins europäische Russland. Mit Hilfe ausländischer Fachleute reformierte und vergrößerte der Zar die veraltete russische Armee bis 1705 wieder auf 200.000 Soldaten und machte sie den modernen Armeen Europas ebenbürtig.
Die nötige Zeit dafür gab ihm die eigenwillige Strategie von Karl XII., der ab 1701, statt weiter gegen Russland zu kämpfen, kreuz und quer durch Polen hinter August dem Starken herjagte, um ihn als König abzusetzen. Peter nutzte die Zeit, reformierte sowohl Armee als auch Flotte und eroberte die schwedischen Provinzen Schwedisch-Livland, Schwedisch-Estland, Schwedisch-Ingermanland und Kexholms län einschließlich der lokalen Festungen, darunter auch Narva, im Jahre 1704. Karl XII. dagegen glaubte nach der Schlacht von Narva und nach weiteren Siegen über die russischen Truppen sowie ihre Verbündeten seinen Gegnern überlegen zu sein und sie leicht noch einmal schlagen zu können. Nach der Besetzung des Kurfürstentum Sachsens Ende August 1706 und dessen vorläufigem Austritt aus dem Krieg zog der König im September 1707 erneut gegen Russland zu Felde.
Als die beiden Kontrahenten mit ihren Armeen in der Schlacht bei Poltawa 1709 erneut aufeinander trafen, stellten die Russen ihre Fortschritte eindrucksvoll unter Beweis.